# Сьерра-де-ла-Деманда
Сьерра-де-ла-Деманда (исп. Sierra de la Demanda) — горный массив в Испании, часть системы Иберийских гор.
Высшая точка — гора Сан-Лоренсо (2271 м), это также высшая точка автономного сообщества Ла-Риоха. Массив в большей части расположен на западе Ла-Риохи и в восточной части провинции Бургос. Часть гор находится и в провинции Сория. Вторая по высоте гора — Сан-Мильян (2131 м), она является высочайшей точкой провинции Бургос. Южнее Сьерра-де-ла-Деманда расположен массив Пикос-де-Урбьон, также являющийся водоразделом бассейнов рек Эбро и Дуэро.
В Сьерра-де-ла-Деманда расположен горнолыжный курорт Вальдескарай около города Эскарай.